# Rudolph W. Archer

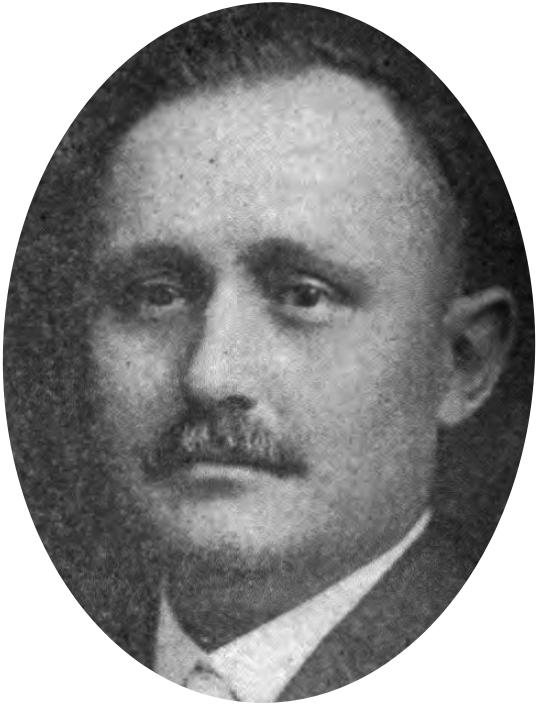
Rudolph W. Archer

Rudolph W. Archer (* 20. September 1869 in Bellaire, Ohio; † 14. Januar 1932 ebenda) war ein US-amerikanischer Politiker (Republikanische Partei). Er war von 1915 bis 1917 und von 1919 bis 1923 Treasurer of State von Ohio.

## Werdegang
Rudolph W. Archer wurde ungefähr vier Jahre nach dem Ende des Bürgerkrieges im Belmont County geboren. Im Alter von 10 Jahren verließ er die Schule, um seine Familie zu unterstützen. Archer arbeitete in einer Glashütte. Die Republikanische Partei nominierte ihn zweimal für das Amt des County Treasurers. Er wurde beide Male gewählt. 1914 wurde er zum Treasurer of State von Ohio gewählt und bekleidete den Posten eine zweijährige Amtszeit lang. Bei seiner Wiederwahlkandidatur im Jahr 1916 erlitt er eine Niederlage gegenüber dem Demokraten Chester E. Bryan. 1918 wurde er dann wieder zum Treasurer of State gewählt und 1920 wiedergewählt.